# José de Cañizares
José de Cañizares y Suárez de Toledo (Madrid; 4 de julio de 1676 - Ibidem; 4 de septiembre de 1750) fue un dramaturgo español posbarroco, autor de unas ochenta piezas y creador del género dieciochesco comedia de magia, así como autor del mayor éxito teatral del siglo XVIII en ese mismo género, El asombro de Francia, Marta la Romarantina (1716) y una zarzuela fundamental en la evolución del género, Acis y Galatea (1708).

## Biografía
De origen judeoconverso, sus padres, naturales de Almagro, provincia de Ciudad Real, emigraron a la Corte en busca de fortuna. En Madrid nació su hijo José y, al parecer, su afición a las letras fue tempranísima: ya en 1696, con apenas veinte años, refunde una comedia de Lope de Vega con el título de Las cuentas del Gran Capitán. En ese mismo año estrenó por vez primera en la Corte una
zarzuela: Salir el Amor al mundo, con música del maestro de Capilla de Carlos II, Sebastián Durón. Al año siguiente, en el cumpleaños de Carlos II, estrena Montes afirma el desdén, una zarzuela en dos jornadas, con la compañía de Juan de Cárdenas. Y en 1698 reestrena en Palacio Salir el Amor al mundo.
En 1702, con apenas veintiséis años, ya es Fiscal de comedias de la Corte, cargo que ocupó hasta su muerte; sin duda contaba con poderosos valedores. En 1711 figura como capitán-teniente de caballeros corazas, esto es, caballería de coraceros, pero abandonó la carrera militar (con el grado de teniente de Caballería) para trabajar en la contaduría del Duque de Osuna, quien fue su mecenas y protector.
En 1736 logró del Rey, tras solicitarlo en un memorial, ser nombrado Compositor de Letras Sagradas de la Real Capilla, con sueldo anual de 22.000 reales de vellón, aunque al parecer ya realizaba esta función desde 1700 con un interinato continuamente renovado; también este empleo le duró hasta la muerte. Acumuló tanto poder en los teatros de Madrid durante toda la primera mitad del siglo XVIII, que tuvo que hacer frente a numerosos ataques, como por ejemplo, cuando estaba en Sevilla, el del poeta clasicista Juan Pedro Maruján, traductor al castellano de Pietro Metastasio y Carlo Goldoni, quien lo acusó de tener antepasados judíos y de adulterio por haberse enredado, estando casado, con una actriz, Rosa "la Gallega". Distinta es su acusación de poca cristianidad (seguramente por sus comedias de magia) y de ser un plagiario y en nada original, como afirma en su Ovillo en que se devanan las quebradizas especies, que la maraña de unos perniciosos, erróneos ovillejos quiso enredar la maliciosa emulación de rudos copleros, para desvanecer el hilo de oro, que brilla en los aplausos de un conocido ingenio (1743):

Dijo Erato: "Si mal no lo he entendido
¿no es ese el Cañizares aturdido
de quien se ríen Diablo, Carne y Mundo
por el atrevimiento sin segundo?"
"Pues, ¿aún hay Cañizares en el mundo?"
Dijo Clío afligida...
"¡Cómo! ¡Qué es eso!", dije yo, admirado,
"¿que Cañizares vive es ignorado
en el Parnaso? Vive, y muy vivido,
cada día su bando es más seguido.
¿Qué numen sacro su furor conmueve?
El numen del demonio que lo lleve.
Porque sólo Luzbel y sus secuaces
de influir en sus obras son capaces,
siendo incursas, por ley y privilegio
todas ellas en hurto y sacrilegio.
Dios les perdone a varios escritores
el no sacar a luz sus borradores;
que si ellos a la vista parecieran,
por suyas en Madrid no se vendieran
tantas obras hurtadas,
de sus originales trasladadas.
Aunque en cuenta su rueca tuerza el huso,
está patente el huevo y quien lo puso;
castigo de miseria, las Espinas,
Dómine Lucas, Actas Agustinas,
Montañés en la Corte y mil trovadas,
de la tela de Lope están cortadas.
El niño de la Guardia, y Carlos Quinto
sobre Túnez, el numen más sucinto
se ve que las cogió para sus fines
de don Juan de la Hoz en los jardines.
El falso Nuncio, que por de él se ha dado,
es de un excelso ingenio celebrado. [...].
Eurotas, tan famosa y decantada,
fue de otro escaparate arrebatada.
Acis y Galatea tienen amo
en no menos sujeto que en Candamo.
El príncipe don Carlos, claro y liso,
es trasplantado del plantel de Enciso;
hasta el paso de El hacha trastejado
para el tiempo presente acomodado
y, en fin, toda su cómica vendimia,
en que alternan el oro y el alquimia,
zurcida, remendada y contrahecha,
de ajenas heredades es cosecha.
¿Qué ha dicho Cañizares, que no sea
concepción, feto y parto de otra idea?"

En general, casi todos los neoclásicos (Ignacio de Luzán, Nicolás Fernández de Moratín, Pedro Estala) reconocieron a Cañizares su talento para escribir comedias de figurón como El dómine Lucas y su vis cómica, pero atacaron su falta de unidades aristotélicas, su nula creatividad argumental original y, al menos Leandro Fernández de Moratín y Ramón de la Cruz, la torpeza de sus intentos de adaptar y traducir a dramaturgos y comediógrafos extranjeros (Eurípides, Racine, Metastasio), si bien el primero observaba que era un buen dialogista. Pedro Estala especifica que sus comedias de figurón no son en realidad comedias de carácter, "tienen defectos muy considerables. Uno de estos es que sus caracteres ridículos son más propios de la farsa que de la comedia fina, pues no se hallan en la naturaleza y únicamente sirven para hacer reír". También se ganó Cañizares las críticas de José Gerardo de Hervás, más conocido como "Jorge Pitillas", por sus "versos tan malditos y endiablados" en una famosa sátira que publicó en El Diario de los Literatos de España (1742), aunque el neoclásico Ignacio de Luzán en la primera edición de su Poética (1737) había sido más moderado en su reprensión. Años después Blas Nasarre, que consideraba grandes corruptores del teatro español a Lope de Vega y Calderón, ni siquiera mencionó a nuestro autor en su Disertación o Prólogo sobre las comedias de España (1749).
Cañizares se casó dos veces, pues muy pronto quedó viudo, y murió en Madrid el 4 de septiembre de 1750.

## Obras
Fue uno de los dramaturgos más importantes de la primera mitad del siglo XVIII en España y compuso unas ochenta piezas. Escribió melodramas como Amor es todo invención, Júpiter y Anfitrión (representado en el Buen Retiro en 1721) o Las tres comedias en una, estrenada en 1729. Comedias de figurón, como El dómine Lucas, El falso nuncio de Portugal o Abogar por su ofensor, y barón del Pinel (estrenada en 1715) y También por la voz hay dicha, impresa en 1755. También comedias burlescas, como No es oro lo que reluce, parodia de La más ilustre fregona, de Lope de Vega, representada en 1756 aunque se conserva un manuscrito de 1709, o De comedia no se trate, allá va ese disparate. El compositor Sebastián Durón también puso música a sus textos.
Sin embargo sus géneros favoritos fueron las comedias de magia, las de santos y los libretos de zarzuela, a la que llama “melodrama” o “drama armónico”. Compuso unos cuarenta, la mayoría de asunto mitológico, aunque también acudió a las vidas de santos y a los motivos históricos.. Entre las mitológicas destacaron Acis y Galatea, estrenada en el Buen Retiro en el cumpleaños de Felipe V, 19 de diciembre de 1708 con música de Antonio de Literes, y que supone un hito por adoptar las formas italianas del recitativo y aria da capo, resultando un éxito; Las nuevas armas de Amor, De su amante se corona quien sabe amar y perdona, la ópera Las amazonas de España, estrenada en 1720 en el Buen Retiro con música de Giacomo Facco; Amando bien no se ofenderá un desdén. Eurotas y Diana, Cuerdo delirio es amor y la que se considera la última, Cautelas contra cautelas y el rapto de Ganímedes, estrenada en 1745.
En cuanto a las comedias de magia, que eran las más populares y pingües en beneficios a causa de su espectacularidad, escribió la serie Don Juan de Espina en Milán (estrenada en 1713), Don Juan de Espina en Madrid (estrenada en 1714) y Don Juan de Espina en su patria (impresa en 1730), así como la archifamosa El asombro de Francia, Marta la Romarantina (1716), en la que el ambiguo personaje real de una francesa poseída por el demonio se convierte en una temible hechicera; se trata de un auténtico espectáculo en el que no faltan autómatas, mutaciones, vuelos y, por supuesto, efectos cómicos. Fue la obra más representada y reestrenada en la España del siglo XVIII y que mereció tres continuaciones más, una de ellas por el propio Cañizares, y las dos siguientes por Domingo María Ripoll y Manuel Hidalgo; aún hubo una quinta por José de Concha. No menos famosas fueron las largo tiempo reestrenadas El asombro de Jerez, Juana la Rabicortona (1741) y El anillo de Giges y mágico rey de Lidia (1740).
En cuanto a comedias de santos, acaso la más célebre suya fue La más amada de Cristo, santa Gertrudis la Magna, en dos partes estrenadas en 1716. Otras son El ángel del Apocalipsis, San Vicente Ferrer, también en dos partes, Lo que vale ser devoto de San Antonio de Padua y A cuál mejor, confesada y confesor, sobre la vida de Santa Teresa de Jesús y San Juan de la Cruz. Se acercó también al teatro histórico con El picarillo en España, señor de la Gran Canaria y adaptó La ilustre fregona de Cervantes en La más ilustre fregona.
Compuso varias comedias de figurón, que gustaban en especial a los neoclásicos por recordarles la comedia de carácter francesa. Todas critican el falso orgullo nobiliario de sangre: De los hechizos de amor la música es el mayor, y el montañés en la corte; El asturiano en Madrid y observador instruido... y la más celebrada, El dómine Lucas, que recoge el mismo título de una de Lope de Vega y ataca además las estúpidas creencias en los duendes.
Cultivó también los géneros menores con una veintena de piezas de no poca gracia: entremeses (Bartolo Tarasca, El diluvio, El chasco del sargento, La cuba), mojigangas (Alejandro Magno, El chasco de la gallega, Los sones) y bailes (El reloj de repetición, Marín de mi corazón).
El estilo de Cañizares no destaca por su originalidad ni por la calidad lírica de su verso, siempre reminiscente de los grandes autores del Siglo de Oro; pero era un formidable dialoguista (su "chispeante diálogo" era alabado incluso por su enemigo Leandro Fernández de Moratín) y conocía bien los gustos de su público, a quien sabía impresionar con su dominio de la carpintería teatral y de los recursos escénicos y cómicos, por lo que pese a su falta de novedad conoció un éxito formidable, el mayor sin duda en la primera mitad del siglo XVIII.

## Ediciones críticas
No hay todavía ningún proyecto que haya pretendido compilar y editar críticamente sus comedias completas, aunque si hay diversas ediciones más o menos críticas sueltas:
- Amor aumenta el valor. Melodrama. Primer acto. Música de José de Nebra texto de José de Cañizares; estudio y transcripción, María Salud Álvarez Martínez, Institución «Fernando el Católico», Zaragoza, 1996.
- Angélica y Medoro ed. Julius A. Molinaro y Warren T. Mc. Cready, Tormo, Quaderni Ibero-Americani (Collana di testi e studi, n.º 3), 1958.
- El anillo de Giges, ed. Joaquín Álvarez Barrientos, Madrid, CSIC (Anejos de la revista «Segismundo», n.º 9), 1983.
- Entremés de Bartolo Tarasca, edizione, introduzione e note a cura di Antonia Calderone, Messina, Peloritana, 1979.
- La ilustre fregona, introduzione, testo critico e note di Marco Presotto, Rimini, Panozzo, (Testi inediti e rari, n.º 6), 2001.
- El imposible mayor en amor, le vence amor: zarzuela en dos jornadas; música de Sebastián Durón, libreto de Francisco Candamo y José de Cañizares; edición crítica, Antonio Martín Moreno, Madrid, Instituto Complutense de Ciencias Musicales (ICCMU), 2005.
- Don Juan de Espina en su patria. Don Juan de Espina en Milán, edición, introducción y notas de Susan Paun de García, Madrid, Consejería de Educación y Cultura, Secretaría General Técnica (Clásicos madrileños, n.º 17), 1997.
- El niño inocente de La Guardia de Lope de Vega y La viva imagen de Cristo, transcripción y estudio histórico-crítico de Manuel Romero de Castilla, prólogo del Marqués de Lozoya, Madrid [s.n.], 1943.
- El pastelero de Madrigal, rey don Sebastián fingido, edición, introducción y notas de Rafael Lozano Miralles, Parma, Zara (Biblioteca teatrale e musicale, n.º 3), 1995.
- Salir el amor del Mundo. Zarzuela en dos jornadas de S. Durón y Cañizares, Transcripción y estudio de Antonio Martín Moreno, Málaga, Sociedad Española de Musicología, 1979.
- — y Antonio de Literes, Acis y Galatea. Zarzuela en dos jornadas, ed. de L. A. González Marín, Madrid, Instituto Complutense de Ciencias Musicales, 2002.
- — y José de Nebra, Obra selecta [Música impresa] Vendado es amor, no es ciego. Estudio y transcripción María Salud Álvarez Martínez, Zaragoza, Institución Fernando el Católico, 1999.